# Fernand de Brinon

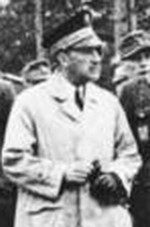
Fernand de Brinon, 1943 in Katyn

Fernand de Brinon, Marquis de Brinon, (Libourne, 26 augustus 1885 – 15 april 1947) was een Franse advocaat en journalist. Hij was een van de architecten van de collaboratie met de nazi's tijdens de Tweede Wereldoorlog. 
Brinon werd geboren in een welgestelde familie en studeerde politieke wetenschappen en rechten aan de universiteit en ging als journalist in Parijs werken.  Na de Eerste Wereldoorlog opperde hij voor een toenadering tot Duitsland. Hij werd vrienden met Joachim von Ribbentrop die in 1919 lid van de Duitse delegatie was bij de Vredesconferentie van Parijs (1919). In 1933 werd een uitgebreid interview door Brinon met Adolf Hitler gepubliceerd in de Franse krant Le Matin.
Brinon trouwde met Jeanne Louise Rachel Franck, alias Lisette, de joodse ex-vrouw van Claude Ulmann; ze bekeerde zich tot het katholicisme. Door haar kreeg Brinon twee stiefzonen.
De Brinons werden leidende figuren in de society in het Parijs van de jaren dertig en goede vrienden van de rechtse politieke elite. Na de Franse nederlaag in juli 1940 werd Brinon door Pierre Laval benoemd tot vertegenwoordiger van Vichy-Frankrijk bij de Duitse bezettingsregime in Parijs. In 1942 gaf Philippe Pétain hem de titel staatssecretaris. 
Vanwege het feit dat hij nummer drie was in Vichy-Frankrijk en door zijn steun aan de fascistische zaak kreeg hij het voor elkaar om een speciale pas voor zijn als jood geboren vrouw te krijgen om te voorkomen dat ze naar een Duits concentratiekamp zou worden gedeporteerd. In 1944 vluchtte Brinon samen met zijn vrouw naar Duitsland vanwege de geallieerde opmars. In Sigmaringen werd Brinon in september 1944 président van de Franse Regeringscommissie, de Vichy-regering-in-ballingschap. Hij probeerde aan het einde van de oorlog naar Spanje te vluchten maar werd gearresteerd door de Amerikanen. Hij werd samen met zijn vrouw vastgehouden in de gevangenis van Fresnes, maar zij werd snel vrijgelaten.
Fernand Brinon werd berecht door het Hooggerechtshof voor oorlogsmisdaden, schuldig gevonden en op 6 maart 1947 ter dood veroordeeld. Hij werd geëxecuteerd door een vuurpeloton op 15 april 1947 in het militaire fort van Montrouge. 
- Bibliothèque nationale de France: cb13608284z (data)
- CiNii: DA16136668
- Gemeinsame Normdatei: 122105079
- International Standard Name Identifier: 0000 0001 1821 4822
- Library of Congress Control Number: nr2003002774
- Base Léonore: LH//366/46
- Nationale Bibliotheek van Tsjechië: xx0266027
- Nationale Bibliotheek van Israël: 987007259151005171
- Nederlandse Thesaurus van Auteursnamen: 10060708X
- Réseau des bibliothèques de Suisse occidentale: 02-A003043931
- Système universitaire de documentation: 055327796
- Virtual International Authority File: 69801600
- WorldCat: E39PBJpV8bwrw6byXVWRdX6qcP